# Gophère du Texas
Gopherus berlandieri
Espèce
Synonymes
- Xerobates berlandieri Agassiz, 1857

Statut de conservation UICN

 LC  : Préoccupation mineure
Statut CITES
Gopherus berlandieri, le Gophère du Texas, est une espèce de tortues de la famille des Testudinidae.

## Répartition
Cette espèce se rencontre aux États-Unis au Texas et au Mexique dans les États du Tamaulipas, du Coahuila, du Nuevo León et de San Luis Potosí.

## Étymologie
Cette espèce est nommée en l'honneur de Jean-Louis Berlandier (1805-1851).

## Publication originale
- Agassiz, 1857 : Contributions to the Natural History of the United States of America. Little, Brown & Co., Boston, vol. 1, p. 1-452 (texte intégral).